# Богема (мюзикл)
«Богема» (англ. Rent) ― рок-мюзикл по книге Джонатана Ларсона, частично основанной на опере Джакомо Пуччини «Богема» 1896 года. В нем рассказывается история группы обедневших молодых художников, борющихся за выживание в Ист-Виллидж Нижнего Манхэттена в процветающие дни богемного Алфабет-Сити.
Впервые мюзикл был показан в Нью-Йоркской театральной мастерской в 1993 году. Создатель шоу, Джонатан Ларсон, внезапно умер от расслоения аорты, которое, как полагают, было вызвано недиагностированным синдромом Марфана, в ночь перед премьерой на Офф-Бродвее. Мюзикл переехал в большой бродвейский театр Голландец 29 апреля 1996 года.
На Бродвее он получил признание критиков и получил несколько наград, в том числе Пулитцеровскую премию и премию Тони. Бродвейская постановка закрылась 7 сентября 2008 года, спустя 12 лет, что сделало ее одним из самых продолжительных шоу на Бродвее. Мюзикл собрал более 280 миллионов долларов.
Успех шоу привел к нескольким национальным турам и многочисленным зарубежным постановкам. В 2005 году он был адаптирован в кинофильм с участием большинства оригинальных актеров.